# 橡胶草
橡胶草（学名：Taraxacum kok-saghyz）是菊科蒲公英属的植物。

## 形态
多年生草本；直根圆锥形，略肉质含乳汁，折断后在断口上可以见到橡胶丝；叶子基出，羽状分裂或近全缘；花茎顶端着生头状花序，黄色舌状花；纺锤形瘦果，有棱和尖瘤，顶部延长成喙状，具有冠毛。

## 分布
分布在哈萨克斯坦及欧洲以及中国大陆的新疆等地，生长于海拔700米至920米的地区，常生长在盐碱化草甸、河漫滩草甸及农田水渠边。前苏联曾有报道，人工培育的橡胶草中的胶质含量比野生的胶质含量要高（人工培育的为6%-8%，野生的为3%左右）。

## 應用

### 天然橡膠
橡膠草曾經在二戰時期提供了橡膠樹原料被切斷的蘇聯、歐洲、美洲國家不足的天然橡膠生產。雖然現在橡膠草生產天然橡膠的經濟效率遠遠不及三葉橡膠樹，不過和橡膠草相關的農業技術仍被持續研究著。因為未來有兩種契機可能使橡膠草復活式的再次被大規模栽種，一是假如曾經在南美洲大肆流行的黃葉病侵襲東南亞，則來自三葉橡膠樹的產膠量將大幅下滑，橡膠草將取代橡膠樹繼續生產天然橡膠，二是假如油價持續攀升，則東南亞種植橡膠樹的地區將改種油棕以生產棕櫚油和生物燃料，屆時將仰賴可以在溫帶地區生長的橡膠草提供天然橡膠。

### 副產品
橡膠草生產的菊粉可以作為非食用用途的糖使用，菊粉也可以經過發酵的程序生產醇類作為生物燃料。植物的其他部位也能被做成生物氣體作能源方面的用途。